# Roman Steinberg
Roman Steinberg (5. april 1900 i Tallinn – 20. maj 1939 smst) var en estisk bryder som deltog i OL 1924 i Paris. 
Steinberg vandt en bronzemedalje i brydning  under OL 1924 i Paris. Han kom på en tredjeplads i brydning, græsk-romersk stil i vægtklassen mellemvægt efter Edvard Westerlund og Arthur Lindfors, begge fra Finland.